# Viriáltétel
A mechanikában a viriáltétel általános összefüggést ad valamely, helyzeti erők által határolt, N részecskét tartalmazó stabil rendszer időbeli átlagos teljes kinetikus energiája ({\displaystyle \left\langle T\right\rangle }) és időbeli átlagos teljes helyzeti energiája ({\displaystyle \left\langle V_{\text{TOT}}\right\rangle }) között (a szögletes zárójelek a zárójelben lévő mennyiség időbeli átlagát jelölik). Matematikailag az elmélet állítása:
{\displaystyle 2\left\langle T\right\rangle =-\sum _{k=1}^{N}\left\langle \mathbf {F} _{k}\cdot \mathbf {r} _{k}\right\rangle }
ahol Fk  a k-ik részecskére ható erő, mely az rk pozícióban van.
A ’viriál’ szó a latin 'vis'-ből származik, mely erőt, vagy energiát jelent.
A definíciót Rudolf Clausius német fizikus adta meg 1870-ben.
A viriáltétel jelentősége az, hogy lehetővé teszi az átlagos kinetikus energia kiszámítását, még komplikált rendszerek esetén is, amikor a statisztikai mechanika módszereivel ez nem oldható meg.
Ez az átlagos, és teljes kinetikus energia az ekvipartíció-tételhez hasonlóan kapcsolódik a rendszer hőkapacitásához.
A viriáltétel akkor is érvényes, ha egy rendszer nincs termikus egyensúlyi állapotban. A viriáltételt sokféleképpen szokták általánosítani, a legjobban ismert eljárás, a tenzoros forma.
Ha egy rendszerben két részecske között ható erő a potenciális energiából V(r) = αr n származik, akkor ez arányos a részecskék közötti átlagos távolsággal r, és felírhatjuk az elmélet egyszerűbb formuláját:
{\displaystyle 2\langle T\rangle =n\langle V_{\text{TOT}}\rangle .}
Vagyis a teljes átlagos kinetikus energia {\displaystyle \left\langle T\right\rangle } kétszerese egyenlő az átlagos teljes helyzeti energia n-szeresével {\displaystyle \left\langle V_{\text{TOT}}\right\rangle }.
A V(r), két részecske közötti helyzeti energia, VTOT a rendszer teljes helyzeti energiája, azaz, a V(r), helyzeti energiák szummája, az összes részecskepárra vonatkozik. Egy példa az ilyen rendszerekre a csillag, melyet saját gravitációja tart össze, ahol n egyenlő −1.

## Definíciók
N számú részecske esetén az I a tehetetlenség skalár momentuma (lendülete):
{\displaystyle I=\sum _{k=1}^{N}m_{k}|\mathbf {r} _{k}|^{2}=\sum _{k=1}^{N}m_{k}r_{k}^{2}}
ahol mk és rk jelölik a k-ik részecske tömegét és pozícióját. .  rk=|rk| a vektor pozíció vektor nagyságrendje.
A skalár viriális G:
{\displaystyle G=\sum _{k=1}^{N}\mathbf {p} _{k}\cdot \mathbf {r} _{k}}
ahol pk a k –ik részecske momentum vektora.
Feltételezve, hogy a tömegek állandóak, a viriális G, fele a tehetetlenségi momentum idő szerinti deriváltja 
{\displaystyle {\frac {1}{2}}{\frac {dI}{dt}}={\frac {1}{2}}{\frac {d}{dt}}\sum _{k=1}^{N}m_{k}\,\mathbf {r} _{k}\cdot \mathbf {r} _{k}=\sum _{k=1}^{N}m_{k}\,{\frac {d\mathbf {r} _{k}}{dt}}\cdot \mathbf {r} _{k}=\sum _{k=1}^{N}\mathbf {p} _{k}\cdot \mathbf {r} _{k}=G\,.}
fordítva:
{\displaystyle {\begin{aligned}{\frac {dG}{dt}}&=\sum _{k=1}^{N}\mathbf {p} _{k}\cdot {\frac {d\mathbf {r} _{k}}{dt}}+\sum _{k=1}^{N}{\frac {d\mathbf {p} _{k}}{dt}}\cdot \mathbf {r} _{k}\\&=\sum _{k=1}^{N}m_{k}{\frac {d\mathbf {r} _{k}}{dt}}\cdot {\frac {d\mathbf {r} _{k}}{dt}}+\sum _{k=1}^{N}\mathbf {F} _{k}\cdot \mathbf {r} _{k}\\&=2T+\sum _{k=1}^{N}\mathbf {F} _{k}\cdot \mathbf {r} _{k}\,,\end{aligned}}}
ahol mk a k-ik részecske tömege, {\displaystyle \mathbf {F} _{k}={\frac {d\mathbf {p} _{k}}{dt}}}  a tiszta erő, mely a részecskére hat, és T a rendszer teljes kinetikus energiája:
{\displaystyle T={\frac {1}{2}}\sum _{k=1}^{N}m_{k}v_{k}^{2}={\frac {1}{2}}\sum _{k=1}^{N}m_{k}{\frac {d\mathbf {r} _{k}}{dt}}\cdot {\frac {d\mathbf {r} _{k}}{dt}}.}

## Általánosítás
1903-ban Lord Rayleigh publikált egy általánosítást a viriáltételre.
Henri Poincaré a kozmológia stabilitással kapcsolatban használta a viriáltétel egy képletét.
Ledoux, 1945-ben fejlesztett ki egy változatot az elméletre. 
Egy tenzoros formulát fejlesztett Parker. Chandrasekhar és Fermi.
Pollard 1964-ben publikálta a viriális elmélet általánosítását az inverz négyzetes törvény esetére :
{\displaystyle 2\lim \limits _{\tau \rightarrow +\infty }\langle T\rangle _{\tau }=\lim \limits _{\tau \rightarrow +\infty }\langle U\rangle _{\tau }} igaz, és csak akkor igaz, ha {\displaystyle \lim \limits _{\tau \rightarrow +\infty }{\tau }^{-2}I(\tau )=0.} .

## Az elektromágneses tér és a viriáltétel
A viriáltétel kiterjeszthető az elektromágneses térre.
Az eredmény:
{\displaystyle {\frac {1}{2}}{\frac {d^{2}I}{dt^{2}}}+\int _{V}x_{k}{\frac {\partial G_{k}}{\partial t}}\,d^{3}r=2(T+U)+W^{E}+W^{M}-\int x_{k}(p_{ik}+T_{ik})\,dS_{i},}
ahol I a tehetetlenségi momentum, a G az elektromágneses tér momentum sűrűsége, T a folyadék kinetikus energiája, U a részecskék véletlenszerű termikus energiája, WE és WM az elektromos – és elektromágneses energiák.
pik a folyadék-nyomás tenzor, a lokális mozgó koordináta-rendszerben kifejezve.
{\displaystyle p_{ik}=\Sigma n^{\sigma }m^{\sigma }\langle v_{i}v_{k}\rangle ^{\sigma }-V_{i}V_{k}\Sigma m^{\sigma }n^{\sigma },}
és Tik az elektromágneses nyomás tenzor,
{\displaystyle T_{ik}=\left({\frac {\varepsilon _{0}E^{2}}{2}}+{\frac {B^{2}}{2\mu _{0}}}\right)\delta _{ik}-\left(\varepsilon _{0}E_{i}E_{k}+{\frac {B_{i}B_{k}}{\mu _{0}}}\right).}
A plazmoid, a mágneses tér  és a plazma végső konfigurációja. A viriáltétel alapján könnyen belátható, hogy ilyen konfiguráció létrejöhet, ha nem éri külső erőhatás.
Nyomás nélkül a felületi integrál eltűnik az ilyen végső konfigurációnál.. Mivel az összes jobb oldali kifejezés pozitív, a tehetetlenségi momentum gyorsulása szintén pozitív lesz.
A kiterjedési időt is egyszerű megjósolni τ. Ha a teljes tömeget, M  egy R átmérő korlátozza, akkor a tehetetlenségi momentum nagyjából MR2, és a bal oldal MR2/τ2.
A jobb oldali kifejezések összeadódnak közel pR3-é, ahol p a nagyobb plazma nyomás vagy mágneses nyomás.
E kettő kifejezést egyenlővé téve, és megoldva τ-re, kapjuk:
{\displaystyle \tau \,\sim R/c_{s},}
ahol cs az ion-akusztikus hullám (vagy Alfvén-hullám, ha a mágneses nyomás magasabb,mint a plazma nyomás) sebessége.
Így a plazmoid várható élettartama az akusztikus vagy Alfvén-hullám átmeneti ideje lesz.

## Asztrofizika
A viriáltételt gyakran alkalmazzák az asztrofizikában, különösen a gravitációs helyzeti energia, és a kinetikus-, vagy termikus energia összefüggésében.
Egy általános viriális összefüggés:
{\displaystyle {\frac {3}{5}}{\frac {GM}{R}}={\frac {3}{2}}{\frac {k_{B}T}{m_{p}}}={\frac {1}{2}}v^{2}},
ahol {\displaystyle M}, a tömeg,
{\displaystyle R},az átmérő
{\displaystyle v}, a sebesség, és
{\displaystyle T}, a hőmérséklet  
A konstansok:
Gravitációs állandó: {\displaystyle G}, 
Boltzmann-állandó: {\displaystyle k_{B}},
Proton tömege: {\displaystyle m_{p}}.

## Galaxisok és kozmológia
Az asztronómiában, a galaxisok méretét és tömegét gyakran a „viriális átmérő”, és a „viriális tömeg” kifejezéseivel határozzák meg.
A galaxisok méreteit igen nehéz meghatározni. A viriáltétel gyakran kényelmes módszert ad ezen mennyiségek meghatározására.
A galaxisok dinamikájába, a tömeg meghatározása gyakran a gázok és csillagok forgási sebességével történik, feltételezve a kepleri pályákat.
A viriáltételt alkalmazva felhasználható a sebesség diszperzió, {\displaystyle \sigma }.
Ha vesszük a részecskénti  kinetikus energiát, T = (1/2) v2 ~ (3/2) M {\displaystyle \sigma }2, és a potenciális energiát:  U ~ (3/5)(GM/R), irhatjuk:
{\displaystyle {\frac {GM}{R}}\approx \sigma ^{2}}.
Itt az {\displaystyle R}  az átmérő, {\displaystyle M} , az átmérőn belüli tömeg.
A viriális tömeget, és átmérőt általában arra az átmérőre határozzák meg, ahol a sebesség diszperzió maximum:
{\displaystyle {\frac {GM_{\text{vir}}}{R_{\text{vir}}}}\approx \sigma _{\text{max}}^{2}}.
Ezek az összefüggések nagyságrendi információt adnak.
Egy alternatív meghatározás:
Mivel az átmérőt igen nehéz megfigyelni, gyakran közelítik úgy, hogy a sűrűség nagyobb egy specifikus tényezővel, mint a kritikus sűrűség, {\displaystyle \rho _{\text{crit}}={\frac {3H^{2}}{8\pi G}}}, ahol  a {\displaystyle H} a Hubble-paraméter, és a  {\displaystyle G} a gravitációs állandó.
Egy általánosan használt tényező a 200.
Így a viriális tömeg az átmérőhöz képest:
{\displaystyle M_{\text{vir}}\approx M_{200}=(4/3)\pi r_{200}^{3}\cdot 200\rho _{\text{crit}}}.

## Fordítás
- Ez a szócikk részben vagy egészben  a   Virial theorem című angol Wikipédia-szócikk ezen változatának fordításán alapul.  Az eredeti cikk szerkesztőit annak laptörténete sorolja fel. Ez a jelzés csupán a megfogalmazás eredetét és a szerzői jogokat jelzi, nem szolgál a cikkben szereplő információk forrásmegjelöléseként.